# Casinaria mellaclypea
Casinaria mellaclypea is een insect dat behoort tot de orde vliesvleugeligen (Hymenoptera) en de familie van de gewone sluipwespen (Ichneumonidae). De wetenschappelijke naam van de soort werd voor het eerst geldig gepubliceerd door Maheshwary & Gupta in 1977.